# 外山秀行
外山 秀行（とやま ひでゆき、1952年2月25日 - ）は日本の大蔵官僚、弁護士。

## 来歴
東京都出身。東京学芸大学附属高等学校、東京大学法学部第1類（私法コース）卒業。1975年 大蔵省入省（主計局総務課）。1976年7月 主計局主計企画官付。1979年5月 外務省在ニューヨーク日本国総領事館副領事。帰国後は理財局、関税局、銀行局保険部などで勤務。1989年6月 中国財務局理財部長。1991年6月 内閣法制局第一部参事官。2000年7月 金融庁監督部総務課長。2001年1月6日 金融庁監督局総務課長。同年7月10日 札幌国税局長。2003年7月8日 内閣法制局長官総務室総務主幹。2005年7月19日 内閣法制局第四部長。2006年10月6日 内閣法制局第三部長。2012年9月11日 退職。2013年1月 弁護士登録。同年4月 東京大学公共政策大学院非常勤講師。

## 略歴
- 1975年4月：大蔵省入省（主計局総務課）。
- 1976年7月：主計局主計企画官付。
- 1976年9月：大臣官房調査企画課。
- 1977年7月：福岡国税局調査査察部。
- 1978年7月：大臣官房付（外務研修）。
- 1979年5月：外務省在ニューヨーク日本国総領事館副領事。
- 1982年6月：理財局総務課長補佐（総合資金・産業資金）[3]。
- 1984年7月：関税局国際第二課長補佐（総括）[4]。
- 1985年7月：銀行局保険部保険第二課長補佐。
- 1987年7月：理財局地方資金課長補佐。
- 1988年6月：理財局資金第一課長補佐。
- 1989年6月：中国財務局理財部長。
- 1991年6月：内閣法制局第一部参事官。
- 1996年7月12日：理財局地方資金課長。
- 1997年7月：理財局国庫課長。
- 1998年7月：理財局国債課長。
- 2000年7月：金融庁監督部総務課長。
- 2001年1月6日：金融庁監督局総務課長。
- 2001年7月10日：札幌国税局長。
- 2003年7月8日：内閣法制局長官総務室総務主幹。
- 2005年7月19日：内閣法制局第四部長。
- 2006年10月6日：内閣法制局第三部長。
- 2012年9月11日：退職。